# 1627 en philosophie
Chronologie de la philosophie
- 1623
- 1624
- 1625
- 1626
- 1627
- 1628
- 1629
- 1630
- 1631

L’année 1627 a été marquée, en philosophie, par les événements suivants :

## Publications
- Francis Bacon  : Sylva Sylvarum, en anglais, posthume.

- Comenius : Česká didaktika (Didactique tchèque), 1627-1632 - Cette œuvre pédagogique fondatrice sera traduite en latin sous le titre Didactica magna en 1638. Sera repris dans le recueil de 1657.

- Scipion Dupleix :  Cours de philosophie, contenant la logique, l’éthique, la physique et la métaphysique, Genève, 1627-1636.Réimpression éditée par Roger Ariew : La logique, Paris, 1984 ; La physique, Paris, 1990 ; La métaphysique, Paris, 1992 ; L’éthique, Paris, 1993. C’est le premier ouvrage de ce genre jamais rédigé en français ; il a été composé pour le prince, son élève.

- Marin Mersenne : Traité de l'harmonie universelle. Réédition chez Fayard Collection : Corpus des Œuvres de Philosophie en langue française. Parution : 26/11/2003, 135 × 215 cm, 456 pages  (ISBN 978-2-213-61591-2).

- Antoine Sandérus : Gandavium sive rerum Gandavensium libri VI, Bruxelles, 1627.

- Georg Stengel :  Libri duo de duobus apostatis: sive duae paraeneses; in quarum I. exemplo Luciferi & malorum angelorum, in II. dictis factisque Jacobi Reihingi, Theodori Thummij, aliorumque praedicantium aut apostatarum ostenditur, quam sit miserum a Deo & veritate recedere. Ingolstadt, Gregor Hänlin, 1627.